# Jean-Luc Raharimanana

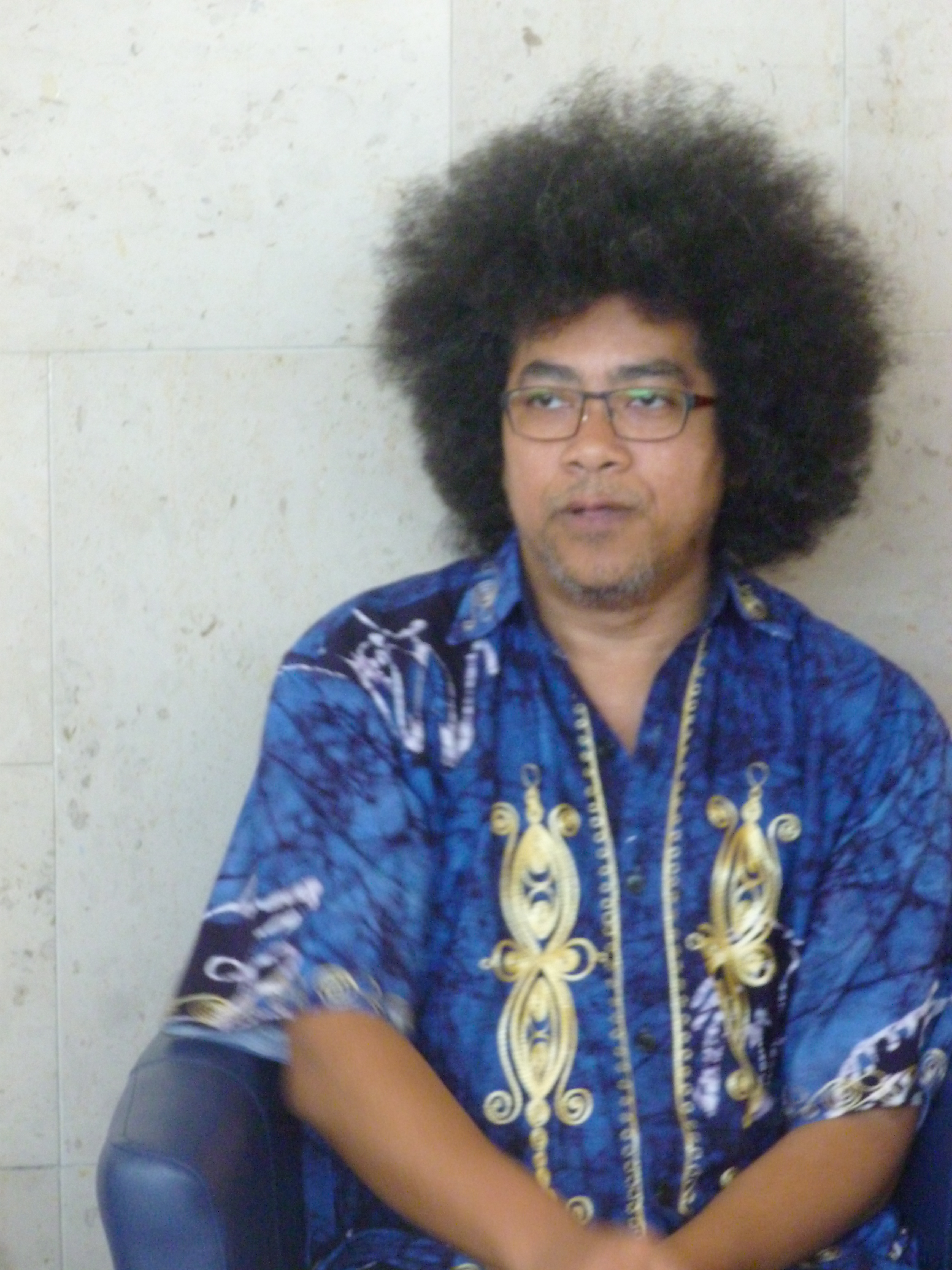
Jean-Luc Raharimanana en 2017.

Jean-Luc Raharimanana (26 de junio de 1967 Antananarivo, Madagascar) escritor malgache en francés.
Escribió su primer libro en su isla natal, pero no pudo publicarlo por la situación política. Se fue a Francia para estudiar etnolingüística. Ha sido profesor, periodista y escritor de varios libros traducidos al inglés, al alemán, al italiano y al castellano. En sus obras, describe la situación de pobreza y corrupción y la historia de Madagascar con un estilo entre violento y lírico. 

## Libros
- Le prophète et le président(1989)
- Le lépreux et dix-neuf autres nouvelles (Hatier, 1992)
- Rêves sous le linceul (Le Serpent à Plumes, 1996)
- Le puits, (Actes Sud Papier, 1997)
- Lucarne (Le Serpent à Plumes, 1999)
- Nour, 1947, (Le Serpent à Plumes, 2001)
- Landisoa et les trois cailloux (Edicef, 2001)
- L'arbre anthropophage (Joëlle Losfeld, 2004)